# Борислав Пекич
Борислав Пекич (на сръбски: Борислав Пекић) е сръбски югославски писател от Черна гора, автор на романи, разкази, есета, драматургични произведения, филмови сценарии.

## Биография
Роден е на 4 февруари 1930 г. в Подгорица, Черна гора.
Семейството му често се мести: живеят в Подгорица, Нови Бечей (Войводина), Мърконич град (Босна и Херцеговина), Книн (Хърватия), Цетине (Черна гора) и Баванище (Банат). През 1945 г. се установяват в Белград. Там Борислав постъпва в Трета мъжка гимназия, която завършва през 1948 г. Като основател на Съюза на демократичната младеж на Югославия е осъден на 15 години строг тъмничен затвор. От 1948 до 1953 г. излежава присъдата си в затворите в Сремска Митровица и Ниш. Амнистиран е през 1953 г.
След излизане от затвора следва „Експериментална психология“ във Философския факултет на Белградския университет. От 1958 до 1964 г. работи като драматург и сценарист във филмовата индустрия, пише сценарии за редица филми. По негов сценарий е филмът „Ден четиринадесети“, с който Югославия се представя на филмовия фестивал в Кан през 1961 г.
От 1968 до 1969 г. е член на редакцията на литературния вестник „Книжевне новине“ (Književne novine). От 1971 г. живее и работи в Лондон.
Става член-кореспондент на Сръбската академия на науките и изкуствата през 1985 г. Бил е член на Кралския съвет, на PEN центъра в Белград, на PEN центъра в Лондон, на Дружеството на литераторите на Сърбия и на дружествата на филмовите и театралните дейци на Сърбия. Работил е като хоноруван коментатор в сърбохърватската секция на радио BBC.
През 1990 г. участва в редактирането на първите броеве на възобновения опозиционен вестник „Демократия“ (Demokratija), орган на Демократическата партия, на която е съосновател, член на Главния комитет и подпредседател.
Борислав Пекич почива в Лондон на 2 юли 1992 г.
Посмъртно е награден от престолонаследника на Сърбия принц Александър с Кралски орден с двуглав бял орел първа степен.

## Литературно творчество
Борислав Пекич публикува първия си роман Време на чудеса (Vreme čuda) през 1965 г. Следват Поклонението на Арсен Негован (Hodočašće Arsenija Njegovana) (1970), за който получава НИН-ова награда за роман на годината, новелата Възход и падение на Икар Губелкиян (Uspenje i sunovrat Ikara Gubelkijana) (1975), новелата Защита и последни дни (Odbrana i poslednji dani) (1977), романа Как да успокоим вампир (Kako upokojiti vampira), за която получава първа награда на Обединените издатели, и романът Златното руно (Zlatno runo), фантасмагория в седем тома (1978-1986), за който през 1987 г. получава наградата „Негош“.
С жанровия роман Бяс (Besnilo) (1983) Борислав Пекич изоставя историческата тематика. Това е фантастичен роман с елементи на трилър, действието на който се развива на едно от най-големите летища в света – лондонския Хийтроу. Бяс е своеобразна апокалиптична картина на съвременния свят. Този роман на Борислав Пекич претърпява множество издания. През 1984 г. публикува следващия си фантастичен роман – антропологичния роман 1999. Поредицата от предните два романа завършва с епоса Атлантида (1988), за който получава наградата на името на Иван Горан Ковачич.
В края на 1984 г. излизат избрани произведение на Борислав Пекич в 12 тома.
Първият том на мемоарите му Годините, които бяха изядени от скакалци (Godine koje su pojeli skakavci), излиза през 1987, а вторият – през 1989 година, като за него получава наградата за мемоарна проза на името на Милош Църнянски. През 1989 г. излиза и сборникът му с готически разкази Новият Йерусалим (Novi Jerusalim).
Борислав Пекич пише и публицистика: Писма от чужбина (Pisma iz tuđine) (1987), Нови писма от чужбина (Nova pisma iz tuđine) (1989) и Последни писма от чужбина (Poslednja pisma iz tuđine) (1991). Есеистичната му проза Сантиментална история на британската империя (Sentimentalna povest britanskog carstva), е публикувана през последната година от живота му (1992), като посмъртно за тази творба Борислав Пекич е отличен с почетната награда на издателите в Сърбия за 1993 г.
Посмъртно са издадени Време на думите (Vreme reči), разговори с Борислав Пекич (1993), Отпуск от историята (Odmor od istorije), есета (1993), романът Строители (Graditelji) (1994), който е бестселър на Белградския издателско-полиграфичен институт за 1995 г., както и Раждането на Атлантида (Rađanje Atlantide), коментари, подготвени за издаване от съпругата на автора, Лиляна Пекич (1996). Дневникът Извадено от лента (Skinuto sa trake) (1996) стават бестселър на белградското издателство „Народна книга“ за 1997 г. През 1997 г. е отпечатан и първият том с коментари за Златното руно под заглавие В търсене на Златното руно (U traganju za Zlatnim Runom).

### Драматургия
Борислав Пекич е автор на около 30 драматургични произведения за театър, радио и телевизия, между които: Генерали или родство по оръжие (Generali ili srodstvo po oružju) (1972), 186-о стъпало (186. stepenik) (1982), Как да забавляваме господин Мартин (Kako zabavljati gospodina Martina), за която получава първи награди на фестивалите в Охрид и Варна през 1990 и др.

### Преводи на произведенията
Произведенията му са преведени на английски, немски, френски, италиански, испански, холандски, полски, чешки, словашки, унгарски, румънски, реторомански, македонска литературна норма, словенски, албански, украински.
През 2009 година е издадена на български език книгата „Човекът, който ядеше смъртта“ (превод на Жела Георгиева, ИК „Унискорп“).